# Americana (álbum de Neil Young & Crazy Horse)
Americana é um álbum de estúdio lançado pelo músico canadense Neil Young em parceria com a banda Crazy Horse em 5 de junho de 2012.

## Faixas
| N.º | Título                                                 | Duração |  |
| 1.  | "Oh Susannah"                                          | 5:03    |  |
| 2.  | "Clementine"                                           | 5:42    |  |
| 3.  | "Tom Dula"                                             | 8:13    |  |
| 4.  | "Gallows Pole"                                         | 4:15    |  |
| 5.  | ""Get a Job"                                           | 3:01    |  |
| 6.  | "Travel On"                                            | 6:47    |  |
| 7.  | "High Flyin' Bird"                                     | 5:30    |  |
| 8.  | "Jesus' Chariot (She'll Be Coming Round the Mountain)" | 5:38    |  |
| 9.  | ""This Land Is Your Land"                              | 5:26    |  |
| 10. | "Wayfarin’ Stranger"                                   | 3:07    |  |
| 11. | "God Save the Queen"                                   | 4:08    |  |

## Créditos
- Neil Young - vocais, guitarra
- Billy Talbot - baixo, vocais
- Ralph Molina - bateria
- Frank "Poncho" Sampedro - guitarra